# Nadine Grelet-Certenais
Pour les articles homonymes, voir Boulard.
Nadine Grelet-Certenais, née le 17 janvier 1959, est une femme politique française, membre du Parti socialiste. Elle est sénatrice de la Sarthe de 2017 à 2020, avant d'être élue maire de La Flèche.

## Parcours

### Vie professionnelle
Nadine Grelet-Certenais est éducatrice spécialisée de formation, d'abord à l'Institut médico-éducatif (IME) de Bazouges-sur-le-Loir, puis à l'association Sauvegarde de l'enfance et de l'adolescence au Mans et au Service de placement familial spécialisé Montjoie au Mans.

### Parcours politique
Elle est d'abord élue conseillère municipale en 2001 sur la liste de Guy-Michel Chauveau, avant d'être désignée adjointe au maire chargée des affaires sociales de 2002 à 2008. Placée en deuxième position sur la liste du maire sortant lors des élections municipales de 2008, elle devient 1ère adjointe au maire jusqu'en 2017. En 2012, Guy-Michel Chauveau est élu député et démissionne de son mandat de conseiller général, Nadine Grelet-Certenais lui succède alors. Elle est réélue conseillère départementale du canton de La Flèche lors des élections départementales de 2015 dans la Sarthe, en tandem avec le maire de Villaines-sous-Malicorne, Laurent Hubert, avec 43% des voix au 2nd tour dans le cadre d'une triangulaire face au FN et aux Républicains.
Lors des élections sénatoriales de 2014 dans la Sarthe, elle est en seconde position sur la liste menée par le maire du Mans, Jean-Claude Boulard, qui est élu. En 2017, Jean-Claude Boulard démissionne du Sénat pour respecter la loi sur le non-cumul des mandats. Nadine Grelet-Certenais lui succède et démissionne de ses mandats de conseillère départementale de la Sarthe et de première adjointe au maire de La Flèche, mais reste membre du conseil municipal. Au Sénat, elle siège au sein de la commission des affaires sociales.
Lors des élections municipales 2020 à La Flèche, elle est élue maire le 25 mai 2020 après avoir obtenu 69,93 % des suffrages au premier tour. Elle démissionne de son mandat de sénatrice de la Sarthe le 24 juin suivant.